# Stella Ford Mugabo
Stella Ford Mugabo (sinh năm 1962) là một chính trị gia người Rwanda, từng giữ chức Bộ trưởng Bộ Nội vụ kể từ tháng 7/2013.

## Cuộc sống ban đầu và giáo dục
Mugabo sinh năm 1962 tại Uganda tại Francis Ford Gashumba và Stella Mukamutara. Bà có bằng giáo dục của Đại học Makerere và bằng Thạc sĩ Nghệ thuật Kinh tế và Khoa học Xã hội của Đại học Manchester.

## Sự nghiệp
Mugabo làm việc như một nhà phân tích chính sách công cho văn phòng của Tổng thống Uganda, và sau đó là Nhà đăng ký học thuật tại Viện Khoa học, Công nghệ và Quản lý Kigali. Bà là Thư ký Điều hành của Ban Thư ký Xây dựng Năng lực Khu vực Công từ tháng 3 năm 2010 đến 2014. Bà là chủ tịch của Viện Quản lý và Quản lý Rwanda và là thành viên của Hội đồng Chương trình Xây dựng Năng lực của Rwanda.
Mugabo được Tổng thống Paul Kagame bổ nhiệm làm Bộ trưởng Nội các vào tháng 7 năm 2013, thay thế Protais Musoni.

## Cuộc sống cá nhân
Mugabo đã kết hôn và có năm cô con gái. Cô ấy là người theo đạo Thiên chúa.